# Tremarella/L'ultima sera
Tremarella/L'ultima sera è un 45 giri di Edoardo Vianello pubblicato in Italia nel 1964.

## Descrizione
I due brani furono arrangiati da Ennio Morricone, anche autore della musica di L'ultima sera.
La copertina del singolo riporta una foto di Franco Califano e Dominique Boschero, ai tempi della loro storia d'amore.
Partecipano ai cori dei due brani i Cantori Moderni di Alessandroni.
Del brano Tremarella il gruppo torinese Persiana Jones e le Tapparelle Maledette fece una cover di genere ska punk inserita dapprima nell'EP Impazzire (1990), poi nell'album live Show (1993) e poi nell'album studio Puerto Hurraco (1999).

## Tracce

### Lato A
1. Tremarella – 2:25 (testo: Carlo Rossi – musica: Edoardo Vianello, Gregorio Alicata)

### Lato B
1. L'ultima sera – 2:08 (testo: Franco Califano – musica: Dansavio)